# Бурмакінське сільське поселення
Бурма́кінське сільське поселення (рос. Бурмакинское сельское поселение) — адміністративна одиниця у складі Кірово-Чепецького району Кіровської області Росії. Адміністративний центр поселення — село Бурмакіно.

## Історія
Станом на 2002 рік на території сучасного поселення існували такі адміністративні одиниці:
- Бурмакінський сільський округ (село Бурмакіно, селища База отдиха завода ОЦМ, База отдиха комбіната Іскож, Раменський, кордон Сверчіхінський, присілки Бережана, Васютіни, Дресвяново, Зоріни, Кокоріха, Колпаки, Малі Зикіни, Маркови, Мокрушини, Пантюхіни, Сівкови, Стожаріха, Хлібніки)

Поселення було утворене згідно із законом Кіровської області від 7 грудня 2004 року № 284-ЗО у рамках муніципальної реформи шляхом перетворення Бурмакінського сільського округу.

## Населення
Населення поселення становить 1680 осіб (2017; 1660 у 2016, 1673 у 2015, 1785 у 2014, 1799 у 2013, 1834 у 2012, 1741 у 2010, 1723 у 2002).

## Склад
До складу поселення входять 18 населених пунктів:
| Населений пункт                     | Населення, осіб (2002) | Населення, осіб (2010) |
| ----------------------------------- | ---------------------- | ---------------------- |
| База отдиха завода ОЦМ, селище      | 7                      | 3                      |
| База отдиха комбіната Іскож, селище | 9                      | 5                      |
| Бережана, присілок                  | 3                      | 18                     |
| Бурмакіно, село                     | 1250                   | 1272                   |
| Васютіни, присілок                  | 0                      | 0                      |
| Дресвяново, присілок                | 424                    | 410                    |
| Зоріни, присілок                    | 2                      | 0                      |
| Кокоріха, присілок                  | 2                      | 1                      |
| Колпаки, присілок                   | 2                      | 0                      |
| Малі Зикіни, присілок               | 0                      | 0                      |
| Маркови, присілок                   | 0                      | 0                      |
| Мокрушини, присілок                 | 0                      | 14                     |
| Пантюхіни, присілок                 | 0                      | 0                      |
| Раменський, селище                  | 16                     | 10                     |
| Сверчихінський, кордон              | 0                      | 4                      |
| Сивкови, присілок                   | 3                      | 0                      |
| Стожаріха, присілок                 | 5                      | 2                      |
| Хлібніки, присілок                  | 0                      | 2                      |